# 永野重雄

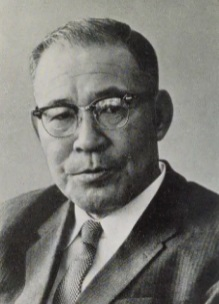
永野重雄（1900-1984）

永野 重雄（ながの しげお、1900年7月15日 - 1984年5月4日）は、日本の実業家。新日本製鐵会長・経済同友会代表幹事・日本商工会議所会頭などを歴任した、戦後日本を代表する経済人の一人。財界四天王の一人といわれ、"戦後の財界のドン"ともいわれた。正三位勲一等旭日桐花大綬章。広島市名誉市民。島根県松江市生まれ、広島県広島市南区出汐育ち。

## 永野家
```
　永野小佐衛門
　　 (常浄)　弘願寺初代
　　　┃
　　　(略)
　　　┃
　　　法城　弘願寺11代（継いでいない）
┏━━┻━━━━━━━━━━┳━━┳━━━┳━━━┳━━━━┓

護
　 　　　　　　　　　　　
重雄
　男(早世) 
俊雄
　
伍堂輝雄
　
鎮雄
 
治

┃                          ┃
┃　　　　　　　　　　　　 辰雄━
堀川弘栄

┣━━━━┳━━━━━━┓ 

厳雄
　 　　
健
　　　　　　
正

┣━━┓　┣━━┓　　　┣━━━┳━━┓

一郎
　
耕二
 
彰
 　
健二
 今村雅樹　
康之
　 
弘
```

広島県呉市沖の瀬戸内海に浮かぶ下蒲刈島三之瀬にある浄土真宗本願寺派の弘願寺が実家。寺院の開基は室町時代の1525年（大永5年）源氏との壇の浦の戦いに敗れた平家の武将・永野小佐衛門がこの地に落ちのび名を常浄と改め、元行寺という浄土宗の廃寺跡に弘願寺を建立した。
永野の父・法城は本来11代目を継ぐ立場にあったが、明治初期の激動期に寺を出奔して上京、大學南校（東京大学の前身）で法律を学び裁判官となった。法城は島根県浜田市を振り出しに松江市・山口県岩国市・山口市と中国地方の裁判所で判事生活を送ったのち職を辞し広島市中町（後の中区中町）で弁護士事務所を開業した。
兄は、政治家の永野護（衆議院議員、参議院議員）。弟に、永野俊雄（五洋建設会長）、伍堂輝雄（日本航空会長）、永野鎮雄（参議院議員）、永野治（石川島播磨重工会長）がいる。護の子・永野厳雄は広島県知事、永野健は三菱マテリアル社長及び日経連会長になるなど、永野六兄弟、永野一家などと呼ばれ、閨閥の華やかさでは随一 といわれた。

## 経歴

### 生い立ち
永野は10人兄弟の次男として松江に生まれた。だが実際に育ったのは広島のため、終生広島出身と称した。
10歳年の離れた長兄・護が東京の第一高等学校で柔道部のキャプテンであったため、夏休みなどに帰郷すると小学生の永野に柔道の相手をさせた。その結果腕力がつき、永野が表を通りかかると近所の親は子供を隠し回るほどの暴れん坊となった。スポーツが万能で運動部の助っ人によく借り出され、暴れん坊の割に人に好かれたという。小学6年生のとき、父が腫瘍のため46歳で死去。当時、護は東大法学部在学中だったが、財界の巨頭・渋沢栄一から、子息の渋沢正雄の勉強相手という名目で謝礼を受領し、郷里の兄弟の養育費にもあてられた。兄弟はいずれも学業に優れ、早世した三男以外の男児6人は5人が東大、1人が東北大に進んだ。
永野は第六高等学校に合格すると柔道に専念。福山市出身で共に「財界四天王」と呼ばれることになる桜田武を勧誘して高専柔道界の王座を築く。当時のあだ名は「ウンテル・メンシュ（Unter Mensch）＝人間以下」であった。六高から東大法学部に進み、1924年（大正13年）に卒業した。

### 製鉄業界へ
東大卒業後、永野は母と同郷の広島市堺町（後の西区）出身の二宮新が支配人を務めていた貿易会社浅野物産に入社するが、気乗りせず10ヶ月で退社した。翌1925年（大正14年）、渋澤正雄の依頼を請け、倒産会社、富士製鋼の支配人兼工場長となり、再建を果たす。これが機縁で以降の生涯を製鉄業に捧げることとなった。
1930年（昭和5年）からの世界恐慌では、富士製鋼も倒産寸前に陥り、1931年（昭和6年）には銀行から借金返済の催促を受け、年末に夜逃げするなど苦闘した。1932年（昭和7年）には、銑鉄が売れなくて困っていた満州の昭和製鋼所から、大連港に据える荷物用のクレーンの納入を請け負った。機械が売れなくて困っていた石川島飛行機社長・渋澤正雄に頼んで、クレーンを一緒に作って先方に納め、代わりに昭和製鋼所の在庫の銑鉄を富士製鋼がバーターでもらうという契約を結んだ。銑鉄を非常に安く仕入れたが、その後相場が急騰し大きな利益が出て、その金で安田銀行からの借金を一掃して工場の担保も抜くことができた。後年の大合同の際には、担保が無かったため身軽に参加できたという。
1933年（昭和8年）昭和鋼管（森コンツェルンの昭和肥料（昭和電工）の合弁会社）の総務部長を兼ねていた関係で、森コンツェルンの創設者である森矗昶から引き抜きを受けたが断った。森から「そのかわり曉（森の長男）まだ若いので、一生涯、横から面倒をみてやってくれ」といわれ、日本冶金工業の取締役を務めた。
1934年（昭和9年）、製鉄大合同で富士製鋼が日本製鐵（日鐵）に統合されて日鐵富士製鋼所となると、永野は所長に就任。翌1935年（昭和10年）八幡製鐵所所長・渡辺義介の勧めにより八幡製鐵所に転出し、日鐵の中枢を歩む。永野は、三鬼隆とともに増産を企図し、日鐵の配炭のすべてを八幡に集中して銑鉄・鋼の傾斜生産を行い、銑鋼一貫の八幡の本格的な生産復興を目指した。これは戦後に日本政府が経済復興推進策として打ち出した傾斜生産方式の先例とされる。
戦争拡大に伴う日本経済の戦時統制体制の進展により、1941年（昭和16年）鉄鋼統制会に理事（原料担当）として出向。北海道支部長として終戦を迎える。1945年（昭和20年）8月15日、玉音放送は銭函の取り引き先で聞いた。

### 戦後
1946年（昭和21年）日鐵に常務取締役で復帰。戦後のGHQによる公職追放で有力な経済人が会社を去ったことで、同年、諸井貫一、堀田庄三ら、若い経営者らと共に経済同友会を創立し、代表幹事に就任した。
1947年（昭和22年）、和田博雄長官の要請により片山内閣の経済安定本部筆頭副長官（次官）となる。ここで傾斜生産方式を確立して産業復興を軌道に乗せる役割を担う。武見太郎は「永野さんが経済安定本部の中で、自分がいままで鉄鋼生産で得た知識を全部披露して、その上に今度は新しい鉄鋼生産の科学技術面を学者陣営が考えて、戦後の新しい鉄鋼生産というものが出来ていき、やがて日本が鉄鋼生産で世界一になった。それが日本の工業の大きな力になった」と述べている。この時、同じく次官であった池田勇人（大蔵省）、佐藤栄作（運輸省）と親交を結び、政界への影響力の素地を作った。
GHQの命令で天下りが禁止されることとなったことから、製鉄業界に戻るため1年半で官職を辞する。政府役人は民間会社の重役を兼ねることができないため、日鐵には先に辞表を提出していたが、日鐵社長の三鬼隆が「辞表は受理したが抹消登記の届けを忘れた」と称して、日鐵常務に復帰した。公職追放で日鐵経営陣も一掃されており、永野は三鬼とともに代表権を持つ日鐵のナンバー2となった。
1948年（昭和23年）日本経営者団体連盟（日経連）設立に発起人として参加し、常任理事弘報委員長に就任する。同年、日鐵が過度経済力集中排除法の指定会社となり、八幡製鐵と富士製鐵に二分割されると、1950年（昭和25年）に発足した富士製鐵社長に就任。当局からは北日本製鐵という社名にするよう勧められたが、若き日に富士製鋼で悪戦苦闘した思い入れから富士製鐵と名付けたという。
1948年（昭和23年）12月、それまで戦争賠償の対象とされ、休止していた日鐵の広畑製鉄所が日本側に返還されることになった。吉田茂の側近であった白洲次郎は、ドル獲得のためイギリスへの売却を主唱した。他に、高碕達之助を中心とする満州グループ、笹山忠夫持株会社整理委員会委員長が主導する地元関西系3社（川鉄、住金、神戸）を中心とするグループとも、生き残りを賭けた激しい争奪戦を繰り広げた。永野はあらゆる人脈を駆使して広畑製鉄所の獲得に成功した。このとき一番力を借りたのは吉田の指南役・宮島清次郎と、吉田と反目にあたる鳩山一郎だった。宮島は吉田の朝食会に怒鳴り込み、「おまえは閣僚の席もないんだから出ろ」と白洲を退席させたといわれる。白洲とはその後銀座のクラブ・エスポワールで取っ組み合いの喧嘩となった逸話も残る。広畑製鉄所を獲得した富士製鐵は大きく飛躍した。
1949年（昭和24年）日本触媒に出資（詳細は八谷泰造を参照）。1950年（昭和25年）東洋パルプ取締役。同年勃発した朝鮮戦争の特需で経営基盤の安定と企業成長の契機をつかんだ。室蘭、釜石、広畑に積極的な設備投資を実施し、特にいち早く鋼材の大量消費につながる薄板に着目し、広畑で量産された薄板製品は自動車産業や電機産業に受け入れられ、後発メーカーが相次ぎ積極的な設備投資に踏み切る誘因となった。

### 「財界四天王」へ
1951年（昭和26年）、永野は、経団連への対抗意識が旺盛だった藤山愛一郎から日本商工会議所入りを口説かれる。永野は経団連に加入するつもりであったため、一旦は固辞したが、最終的に小林中に説かれて同会議所に入り、東京商工会議所副会頭に就任した。
1952年（昭和27年）全日本空輸設立に関与し、1978年（昭和53年）の日本貨物航空設立にも関わる（詳細は後述）。1955年（昭和30年）日本生産性本部発足に伴い、副会長に就任。同年、国家公安委員会委員。同年9月、共産勢力への危惧から、桜田武、植村甲午郎らとともに、「共同調査会」という団体を秘密裏に設立し、広範な反共活動を行う（詳細は桜田武を参照）。1956年（昭和31年）産業計画会議委員。1958年（昭和33年）東海製鐵（後の新日鐵住金名古屋製鐵所）建設に尽力（詳細は後述）。
1959年（昭和34年）、東京商工会議所会頭と日本商工会議所会頭、日本アルゼンチン協会会長に就任 し、死の直前までその任にあった。現在の経済三団体（かつての経済五団体）は横の繋がりに乏しかったが、永野の日商会頭就任以降、積極的な交流を図るようになった。今日続く「経済三団体」の新年合同賀詞交歓会は、永野の提唱で始まったものである。
1969年（昭和44年）富士製鉄は粗鋼年産能力1600万トン体制を達成し、粗鋼生産世界第4位の製鉄会社に成長を遂げた。このころ、桜田武、小林中、水野成夫とともに「財界四天王」と呼ばれ、政局にも大きな影響力を持つようになった。池田勇人の総理就任にも尽力した。1965年（昭和40年）、日本鉄鋼連盟名誉会長。

### 新日本製鐵の誕生
1970年（昭和45年）、富士製鐵と八幡製鐵の合併が成立、新日本製鐵が設立され、永野は会長に就任した。
「戦後最大級」とされたこの合併においては、永野はいずれこの日が来るとの認識から、早い時期から根回し工作を画策した。合併は産業界や世論の支持が必要だった。事あるごとにOBたちに合併の必要性を訴え、また通産大臣の三木武夫らにも近づいて準備を進めた。当時国内には高炉メーカーが6社あったが、国際競争力をつけるために東西二社に集約して、能率経営・能率生産を行った方がよいと考えた永野は、世間の反応を見るため「東西製鉄二社合同論」をぶち上げた。すると中山素平や今里廣記が「面白いじゃないか」と賛成してくれ、「これなら合併はいける」と踏んだ。
「鉄は国家なり」と当時いわれたように、鉄は国の産業として重要視され、国際的な競争力も高い輸出の稼ぎ頭だった。東大卒の成績1番が八幡、2番が富士に入るといわれた時代、当時の国家予算7兆円の7分の1にあたる日本初の売上高1兆円企業の誕生は、国家的な議論として広がった。
新会社の社長には八幡製鐵社長・稲山嘉寛が就任した。会長の永野も代表権を持ち、旧2社の勢力抗争では争いを好まない性格の稲山を翻弄、ポストの割り振りは公平でも重要ポストはほとんど富士系が握るなど、実質的な権力を握った。富士製鐵と八幡製鐵では、支配人だった人が課長くらいにしかなれないといわれるほど格が違っていたが、カエルがヘビを飲み込んだともいわれた。
八幡出身の副社長・藤井丙午とは、政界への献金窓口などを巡って鋭く対立した。1973年（昭和48年）藤井の政界転身と同時に、永野は腹心の武田豊の副社長昇格と引き換えに会長を退き、取締役相談役名誉会長となった。
合併の際に独禁法の違反品目の関係から、釜石製鐵所の切り捨て問題が起きた。永野は思い入れのある富士系の「釜石製鐵所を分離するぐらいなら八幡との合併はやめる」と断言。その代わり、鉄道用レールに新規参入する日本鋼管に、釜石のレール製造設備を譲渡するなどで釜石分離を阻止した。

### 財界のリーダーとして
1970年（昭和45年）、佐藤内閣の対外経済協力審議会会長、鉄道貨物協会会長 に就任。1971年（昭和46年）観光政策審議会会長。日中国交正常化にも貢献（詳細は後述）。同年、むつ小川原開発公社委員。1972年（昭和47年）「東京湾横断道路研究会」(初代)会長。1974年（昭和49年）、政治献金を審議する「議会政治近代化委員会」委員。
1977年（昭和52年）、毎日新聞社の救済（詳細は後述）に尽力。1978年（昭和53年）には東洋工業（マツダ）の再建に際し、フィクサーとして話をまとめた（詳細は後述）ほか、佐世保重工業の救済にあたり、坪内寿夫を社長に起用し同社を再建させた（詳細は後述）。日米欧委員会日本委員会委員に就任。
1978年（昭和53年）に起こった円高為替の差益還元問題は、永野の「明日の百円より今日の十円」発言が契機となり、一気に還元へ向かった。差益金の還元が終わる頃、第2次オイルショックが発生。電気事業が収支破綻を免れられない状況に陥ると、料金改定の断行を平岩外四に助言した。平岩は「今日の日本の電気事業が、エネルギー産業の中核として、どうにか供給責任を果たしてこられたのはこの料金改定があったおかげと述べている。
1980年（昭和55年）大平内閣対外経済協力審議会会長。1982年（昭和57年）、日本商工連盟創設。関西新国際空港建設促進協議会の代表理事に就任。国際大学設立で発起人。
1984年（昭和59年）、長年務めた日本商工会議所会頭を、五島昇に譲り退任した。五島へのバトンタッチは、永野と小山五郎、瀬島龍三、大槻文平の4人の話し合いで円滑に行われた。1984年5月4日、肝不全のため入院先の東京女子医大病院で死去。83歳没。永野の死により政財界密着時代の幕が降ろされたともいわれた。墓所は多磨霊園。

## 民間経済外交

### アジア太平洋
永野は、日本の資源問題打開のため、民間経済外交に先鞭をつけた功績で知られている。鉄鋼産業は戦後日本の復興と高度経済成長を支えた、日本の象徴的な基幹産業であったが、鉄鋼業界出身であることが、永野の国際活動を広くすることに寄与した。日本の戦後復興には鉄を必要としたため、鉄鋼原料の長期安定輸入への道をつけることが最重要になった。
1953年（昭和28年）ジュネーブで開かれた国際労働機関（ILO）総会に中山伊知郎一橋大学教授とともに日本代表として出席し、その帰りに中山と西村熊雄駐仏大使とともにパリ郊外のアパートにロベール・シューマンを訪ねる。ECの母体ともいわれるシューマンプラン誕生の経緯を聞き共鳴を受けた。アジア・太平洋地域でも欧州と同じような共同体が出来ないかと永野が提唱し、オーストラリア、ニュージーランド、米国の経済人に呼びかけて1968年（昭和43年）に発足したのが「太平洋経済委員会」（PBEC）である。これが「アジア太平洋」という概念が最初に打ち出された事例といわれ、後のAPEC誕生に繋がったといわれる。

### インド
戦後、鉄鉱石産地としてインドとオーストラリアが注目された。1955年（昭和30年）シンガポールで開かれたコロンボ会議で、インドの代表が「米国大統領基金の支援を得て、インドのルールケラー地域を中心とする鉱山開発を日印共同出資で行い、鉱山を日本に対して長期的に供給したい」旨を提案し、日本側代表の石橋湛山通産相が、これに賛意を表した。
インドの提案になる長期的な鉱山開発を具体化させるため、業界の代表として永野が米国に派遣され、日、印、米三国間で話し合いの結果、米国大統領基金2500万ドル、日本出資800万ドル、インド出資1700万ドルで、日本がインド鉱山の機械化と港湾、鉄道の開発を行う代わりに、毎年200万トンの鉱山を輸入するという構想が固められた。これに基づき、浅田長平神戸製鋼社長を団長とする調査団がインドに派遣され、その報告を待って、1958年（昭和33年）"永野訪印ミッション"が開始された。その使命は、開発地区の選定・価格・運賃などの諸問題の最終的な解決だった。
しかし調印直前になってインド共産党が「英国がインドを植民地にした時も、東インド会社を使って鉱山を開発、鉄道を敷設して港湾を建設することから始めた。日本もインドを植民地にすることを狙っている」と激しく反対し、インド国会が紛糾した。ネール首相が国会を説得し、事なきを得た。また、日本の負担分800万ドルについて、まだ政府の最終承認を得ていないことが判明。当時の日本は慢性的なドル不足状態を呈しており、800万ドルという外貨は大変な金額だった。永野がニューデリーから直接、一万田尚登蔵相に国際電話を入れ決裁を仰いだ。しかし通信状態が悪くろくに一万田と話ができないため、一方的に「それではそうします。ありがとうございました」といって電話を切り、蔵相の了承を得たことにして調印した。帰国して直ぐ一万田を訪ね「緊急の場合だったので勘弁してください」と理由を説明すると一万田は笑って許したという。
このときの交渉で出色であったのは、ルールケラーより大規模なバイラディラ鉱山の開発につき、日本側に優先権を認めることを明記したことだった。永野は、1959年（昭和39年）春にもう一度インドに赴き、バイラディラ鉱山開発の覚書に調印した。この決定により、バイラディラ鉱山はインドの主要鉄鉱石鉱山となり、鉄道整備および、鉄鉱石積み出しのため、ヴィシャーカパトナム港に大型船用外港が建設され、今日も多くを日本向けに輸出している。1984年に永野が亡くなったとき、ガンジー首相は、永野のインドへの貢献に感謝し、永野の死を悼んだ。

### ソ連
戦後のパルプ原料として、木材をソ連から輸入することを企図し、加えて日本に於ける石油資源の不足から、シベリアの天然ガス、石油採掘に眼をそそぎ、困難な日ソ関係の中にあって、終始一貫ソ連との経済協力に力を尽くす。
1958年（昭和33年）岸内閣時代に、政府の移動大使として訪ソし、以降シベリア開発を軸とする日ソ経済協力に取り組む。当時ソ連はフルシチョフ時代で自由化が進行中ではあったが、日本の経済人が初めてソ連を訪問するということで、ソ連も受け入れに苦慮し、永野に終始尾行がついた。フルシチョフは休暇中で会えなかったが、ナンバー2のコズロフ第一副首相が対応し、クレムリンで門脇季光元駐ソ大使とともに会談し、特に東京ーモスクワ航空路の新規開設による日ソ両国機の相互乗り入れ問題を話し合う。岸信介首相から頼まれた、極東と欧州を結ぶ最短コースとして世界的に注目されていたシベリア上空の開放を求める。相互乗り入れを交渉したのは永野が最初。しかしシベリアには軍事基地や軍事産業があり、空から写真を撮られるのを嫌がったといわれる。このときはまとまらなかったが、これが契機となり、10年後にシベリア上空が開放され、1968年（昭和42年）に日ソ共同運航、1970年（昭和45年）日航機の自主運航が始まった。
シベリア開発が本格的な折衝を開始したのは後述するオーストラリアとの経済合同委である「日豪経済合同委員会」が成果を挙げてるのを見て、ソ連側から「シベリアには資源もあるし、日本とは距離も近い。ひとつオーストラリアと同じものをつくろうではないか」と言ってきたのが始まり。1965年（昭和40年）「訪ソ鉄鋼使節団」として二度目の訪ソに、石坂泰三経団連会長と足立正日商会頭から信任状をもらい、コスイギン首相、ミカエル・ネステロフソ連商業会議所会頭と会談し「日ソ・ソ日経済委員会」の設置を決め、翌1966年（昭和41年）「日ソ・ソ日経済委員会」が正式に設立され、同年3月第1回「日ソ経済合同会議」が東京で開催された。これを機に日本の財閥系企業が対ソ取引に直接乗り出すようになった。
1970年（昭和45年）の第4回合同会議ではパルプ原木長期輸入に関する基本合意がなされるなど「日ソ経済合同会議」は以降、1991年（平成3年）のソ連解体までの25年間に13回の合同会議、4回の幹部会議が実施され「シベリア開発協力プロジェクト」として完遂された。共産国であるソ連との交流は北方領土問題も絡み、右翼の妨害が激しく、永野が亡くなり安西浩が「日ソ経済委員会」委員長の後任になり「ソ連が嫌いだ」と発言したら、経団連や東京ガスに連日押しかけてていた右翼の街宣車の喧噪がピタリと止んだといわれる。永野の日ソ問題にかける意気込みは並大抵のものでなかったが、周囲の財界人がアメリカの顔色を伺い、また政府に睨まれ、右翼に怒鳴られるので、日ソ問題にまるでやる気がなく、日ソ合同会議や訪ソの大使節団は永野の顔を立て、嫌々参加していたといわれる。

### オーストラリア
先のインドの産地が港まで遠く、輸送の問題をはじめとしてインフラの整備にコストがかかると判明したこともあって、鉄鉱資源国・オーストラリアに目をつけた。オーストラリアの鉄鉱石は1936年（昭和13年）以来輸出禁止になっていたが1960年（昭和35年）条件付きで解除され、日本としても本格的な輸入商談に乗り出せる情勢が開けてきた。当時オーストラリアの対日感情は極端に悪かったが、親善使節団を何度も送り、対日感情の融和を図る。これを捉えて日豪両国の経済発展を目指す純民間ベースの経済委員会の設置を提案。1962年（昭和37年）の渡豪は、大槻文平、高垣勝次郎、浅尾新甫らが参加した。永野を団長とする民間経済外交団は、"永野ミッション"と呼ばれ「日本に永野あり」の名声を高めていく。
1963年（昭和38年）日本鉄鋼連盟会長に就任した5月に、永野の尽力により東京で第1回「日豪経済合同委員会」が開催され、戦後の民間経済外交が華々しいスタートを切った。この年の6月、オーストラリア政府は鉄鉱石の輸出制限を大幅に緩和し、鉱山開発を許可する決定も行った。オーストラリアはこれを切っ掛けとして日本にとって最大の原料供給国となり、日本はオーストラリアにとって最大の製品供給国となった。また「日豪経済合同委員会」は、日本語研修に重点を置いた人物交流計画を支援し、オーストラリアの学校での日本語教育の普及に貢献した。
オーストラリア政府は、永野の豪日通商関係の発展に関する偉大な功績に対して1980年（昭和55年）日本の財界人として最初のオーストラリア名誉勲位（オナラリー・コンパニオン勲章/Honorary Companion in the General Division of the Order of Australia）を授与している。この後、財界のリーダーとしてインド、ソ連、米国、フランス、スペイン、ニュージーランドなどとの間で設けられた「経済合同委」や「経済人会議」を組織して、国際化の先鞭をつけたが、これらは先の「日豪経済合同委員会」が雛型になった。
1981年（昭和56年）秋、シドニーで開催された「日豪経済合同委員会」では、これという議題のない会議に日本側委員長として日本の財界トップ230人を大動員させ、空前のマンモス代表団を率いて話題を呼んだ。「永野が、政、財、官界に張り巡らせた人脈、金脈を正面切って敵に回すことは到底不可能だからだ。それはわが国の宰相である内閣総理大臣といえども例外ではない」と評された。

### アラブ諸国
古くからアラブ諸国にも訪問し、自民党代議士・高碕達之助の口利きで、ナセルやサダトエジプト共和国大統領と親しい関係を持ち、同国が日本に経済協力を求める国家プロジェクトに関与した。1968年（昭和33年）日本アラブ協会、1973年（昭和48年）中東協力センター設立発起人。1977年（昭和52年）永野ミッションとしてサウジアラビア訪問。

### 韓国
韓国慶尚北道浦項市にある浦項総合製鉄所（後のポスコ）は、韓国が1967年（昭和42年）から始めた第二次経済開発五ヵ年計画の目玉として官民挙げて熱望したプロジェクトで、1969年（昭和44年）朴正煕韓国大統領の意を受けた朴泰俊浦項総合製鉄社長が、永野に鉄鋼一貫製鉄所建設の協力を要請し、永野が日本政府と折衝を重ね、国家資金の協力を得て朴の要請に全面協力した。日本の最新技術を提供してくれという申し出に、"敵に塩を送る"ようなことになるという反対論を「稼働するのは5年か10年先だ。その頃には日本はもっと進んだ技術が身についている。そんなケチな考えを持つんじゃない」ときっぱり言って抑えた。浦項総合製鉄所は韓国経済の驚異的高度成長の引き金となった。
1973年（昭和48年）3月に第一号高炉の火入れ式の直後、韓国政府は永野に金塔産業勲章を贈った。これは一般に韓国への友好増進に寄与した外国人に贈られる修好勲章とは異なり、実際に韓国の産業経済の発展に尽くした功績に対するもので、金塔章はその最高のものである。

### インドネシア
1968年（昭和42年）岩佐凱実とともにインドネシアジャカルタに「アジア民間投資会社」（PICA）を創設。1980年（昭和55年）経団連およびASEAN商工会議所と共同で「ASEAN・日本経済協議会」を創設した。

### その他の国
「世界一国論」を提唱し、世界の多くの国を訪問。経済交流を図り、産業経済の発展および、国際親善の進展に貢献した。アメリカ合衆国、マレーシアなどの東南アジア、バングラデシュなど南アジア、スーダンなど北アフリカ、ルーマニア、ハンガリー、ブルガリア、チェコなど東欧諸国、デンマーク、スウェーデン、ノルウェー、フィンランドなどの北欧諸国、パナマ、ニカラグアなどの中米、パラグアイなど南米諸国など、一年間に40～50ヶ国を回ったこともある。

## 略歴
- 1924年（大正13年） 東京帝国大学法学部政治学科を卒業、浅野物産に入社。
- 1925年（大正14年） 富士製鋼に転じる。
- 1934年（昭和9年） 支配人・取締役をへて、日本製鐵富士製鋼所所長に就任。
- 1947年（昭和22年） 敗戦後経済安定本部で和田博雄の下で副長官となる。
- 1950年（昭和25年） 富士製鐵の設立とともに社長に就任。
- 1956年（昭和31年） 産業計画会議委員（議長・松永安左ヱ門）就任。
- 1963年（昭和38年） 日本鉄鋼連盟会長に就任。
- 1965年（昭和40年） 同名誉会長に就任。
- 1969年（昭和44年）9月 第13代日本商工会議所会頭に就任
- 1970年（昭和45年） 八幡製鐵との合併で新日本製鐵を設立し、会長に就任。
- 1984年（昭和59年）5月 日本商工会議所会頭を五島昇に譲り、退任。
- 1984年（昭和59年）5月 逝去。

東京商工会議所会頭、経済同友会代表幹事、経団連・日経連各顧問、日本生産性本部副会長、日本経済調査協議会代表理事、国際商業会議所・日本国内委員会会長、国際芸術見本市協会会長、欧亜協会・ラテン-アメリカ協会・日豪経済委員会・アジア貿易開発協会、太平洋経済委員会などの各委員長を兼任していた。その他、全日本交通安全協会会長、1979年国際児童年事業推進会議会長、東京都共同募金会会長、国民精神研修財団理事長、全日本広告連盟、広告電通賞会長、日本広告審査機構（JARO）評議員会会長、放送番組センター会長、海外通信・放送コンサルティング協力会長（JTEC）、読売国際経済懇話会理事長、日本小売業協会会長、済生会会長、日本寮歌振興会会長、明治神宮崇敬者総代・明治神宮崇敬会会長、靖国神社崇敬者総代、全国神社総代会会長など数多くの役職を務めた。頼まれるとたいてい引き受けるので、スポーツ、趣味の肩書約200を合わせると、肩書は600を越えるといわれた。

## 功績とエピソード

### 富士製鋼入社の頃
1925年（大正14年）、恩人・渋澤の子息に倒産会社・富士製鋼の再建を依頼されたが当時の富士製鋼は従業員が逃げ、敷地内にはペンペン草が生い茂っていた。重雄の最初の仕事はペンペン草の抜き取りとトノサマガエルの追い出しだった。1930年（昭和5年）ごろの世界恐慌では社員の給料が払えず、年末の銀行からの矢のような借金返済の催促に夜逃げしたこともある。恩人の頼みとはいえ東大まで出た自分がなぜこんなことをしなければいけないのかとしみじみ考えたが、持ち前の向意気の強さとマムシのようとも言われた執念で富士製鋼を再建させた。部下は留守番だけの時代から、やがて工員300人を数える会社となった。この頃には工員を後姿で見るだけでも誰か分かるようになり、後ろから「○○君、一杯どうだい?」と誘った。「人は後ろから声をかけられると、相手に親しみを憶えるものらしい」と苦労人らしい言葉を残している。
学歴をあまり信用せず、日本製鐵時代に採用試験で成績がいい方から九割採り、残りは一番ビリから採ったことがある。落第したようなヤツにいい仕事をするのがいるかも知れないと思ったからだが、これはすぐに辞めざるを得なかった。日鉄はビリから採用するという噂が立って、成績の悪いのがどっと押しかけて来たからである。

### ホテルニューオータニ
永野の富士製鋼支配人時代、東京ロール製作所を経営していた大谷米太郎が、圧延用ロールの売り込みに来た。商売熱心かつ信用できる大谷の気風に惚れ、ロールを購入したことを切っ掛けに以降、大谷が亡くなるまで40年間親しく付き合った。
戦後、発足間もない富士製鉄が日本最初の新鋭連続冷延設備付きの大規模薄板生産計画を具体化しようとしている矢先に、大谷が大阪に旧式設備の工場を作ろうとしたため、永野は強く中止を勧めたが、大谷は聞き入れず、結果として富士鉄から仕入れた鉄鋼原料代金4億数千万の支払いが焦げ付いた。やむなく永野が大谷邸を訪問すると、大谷は息子の大谷米一を呼んで手形を切らせ、千代田区紀尾井町の後にホテルニューオータニが建った土地を担保に差し出した。ここはかつて伏見宮邸があった場所で、大谷が1951年（昭和26年）に1万8000坪を1億7000万円で買収していた。
この土地を担保として永野が預かっているとき、東急の五島慶太が「米国のヒルトンと組んでホテルを建てたいから売って欲しい。ヒルトン側はそこがホテルに最適だと見ている」と言ってきた。大谷は負債を二年で完済したため、その話は立ち消えになったが、大谷は五島の「ヒルトンがホテルに最適」と言った言葉を信用し、その後自身で、この地にホテルニューオータニを建設した。ただし、東京オリンピック担当大臣だった川島正次郎や東京都庁などホテル対策に血眼になっていた当局者や、大倉喜八郎と大倉系の大成建設にホテル建設を強く要請されたという説もあり、ニューオータニ建設は大谷の積極的な意思ではなかったともいわれる。
工事は大成建設が担当し、通常3年はかかる規模の工事を17ヵ月の突貫工事でやり遂げた。ホテルの建設にあたり、永野が大谷の相談相手になったが、大谷は既に80歳を越す高齢でもあり、素人が競争の激しいホテル業界に乗り出す危険を説いて当初は賛成しなかったが、結局オリンピック前に、国策・国益といった見地から、やむなく賛成したという。永野が富士銀行の岩佐凱実を引き出し、また外国からのお客を招くには外務省と関係の深い人を経営陣に据えることを勧め、日ソ航空機相互乗り入れ問題を一緒に手掛けたことのある門脇季光元駐ソ大使を副社長に招聘した。1964年（昭和39年）9月の同ホテル開業にあたり、永野や稲山嘉寛、市川忍、山本為三郎、瀬川美能留、松下幸之助、水上達三、今里広記、遠山元一、松山茂助、越後正一ら20人の大物財界人が取締役に名を連ねた。20人は一人8万株4000万円を出資した。
ホテル開業後、大谷の前時代的な経営感覚が、ホテル事業に合致しないという意見が関係者から出て、営業の実権は総支配人に就任したパークホテル常務・岡田喜三郎に任された。1970年（昭和45年）大谷が社長を退き、代表権を持つ会長に就任したが、この人事も永野らが説得したものであったという。永野は亡くなるまで同社の筆頭社外役員だった。大谷米太郎の長男・大谷米一は「ホテルニューオータニは永野さんのおかげで建てることができた」と述べている。
ハワイのカイマナビーチホテルは、永野ら日本の財界人が株を95%持って設立した。現地人に経営を任せていたが、経営がうまくいかなくなり、永野が大谷米一に購入を持ち掛け、「ニューオータニカイマナビーチホテル」として今日運営されている。

### 北海道
戦時中北海道にいた重雄は、いずれ北海道は日本から離れて独立国になるだろうと自論を持ち、その基礎作りをしようと考えていた。戦後、職を失った弟の治ら親しい人間に北海道に来ないかと誘ったがさすがに突拍子もないと思われた。郷里の広島が原爆投下で75年間は草木も生えない、人間は住めないといわれていたので、北海道がすっかり気に入って水田と工場も買い北海道に永住するつもりでいた。ところが日鉄の渡邊義介社長が「生産を再開するので東京に戻って欲しい」と何度も何度も頼みにくるので、根負けして水田や工場を処分して東京に戻った。

### 釜石製鐵所の再開
戦時中の米海軍による艦砲射撃で岩手県の日本製鐵釜石製鐵所は壊滅的被害を受ける（釜石艦砲射撃）。文字通り火の消えた釜石市の街は暗い雰囲気に覆われた。1947年（昭和22年）新憲法下で初めて行われた衆議院議員総選挙で初当選を果たした地元出身の鈴木善幸は、日鉄釜石の労組の組合員とともに釜石製鐵所の再開を陳情するため経済安定本部副長官の永野を訪ねると、永野は「組合の諸君と地元の政治家が一体となって、日鉄釜石の再開に熱心に運動されるのは、鉄鋼マンとして釜石でスタートした私にとってこんなに嬉しいことはない」と即座に協力を確約。間もなく釜石製鐵所は操業を再開し、釜石市民の喜びは大変なものだったといわれる。1969年（昭和44年）日本製鐵と八幡製鐵の合併を目指す永野と稲山が、党三役の田中角栄幹事長、水田三喜男政調会長と総務会長になっていた鈴木に協力を要請してきた。両社の合併は、公取の審議が難航し、自民党内でも賛否両論があり、意思統一がされていなかった。鈴木は戦後すぐの恩義から積極的に動き、両社の合併が実現した。鈴木は「23年ぶりに陳情のお返しができた」と話した。

### エスポワール
白洲次郎と殴り合いのケンカをした逸話でも知られる銀座のクラブ「エスポワール」は、戦後日本が独立国に復帰したばかりで、アメリカの強い影響下にあって、アメリカの占領政策やソ連のシベリア抑留など戦勝国に関する公の場での批判は憚られた時代に、日本の指導的役割を果たしていた識者が本音で、夜な夜な侃侃諤諤の議論が出来る唯一の社交場で、昭和20-30年代前後は、永野や白洲、今里広記、鹿内信隆、五島昇、中曽根康弘、石原慎太郎、山岡荘八、今東光、升田幸三、吉田正、浅利慶太らが常連だった。永野は石原や前野徹に「占領下にあったが故、公には何も言えなかったが、東京裁判によって日本人の精神はすっかり骨抜きにされてしまった。このままでは日本人の精神はやがて崩壊し、日本は必ず壁に突き当たる」と話していたという。

### GHQへ殴り込み
敗戦直後に生まれた経済同友会や経団連は、アメリカの経済政策の無茶苦茶に対抗するために生まれたという要素が強いといわれる。マッカーサーは戦争以外は何も分かってないから、ドッジやシャウプのような一流ではない自由経済の原理主義者をアメリカ国内のいろいろなところから呼んできて、日本の経済政策をやらせた。これではどうにもならないと、永野や桜田武、水野成夫、工藤昭四郎ら、日本の経済界の指導者が連名で、辞表をまとめてGHQへ突きつけようとした。当時そのような行動は、政令325号違反、占領目的違反行為として捕まってしまうかもしれなかった。まさに提出しようとしたときに、朝鮮戦争が起こった。永野が桜田に電話して「おい、神風が吹いた」と言ったという。

### 全日本空輸
1952年（昭和27年）全日本空輸の前身、日本ヘリコプター輸送が設立された際、美土路昌一の呼びかけに応じて、永野ら財界の大物が設立発起人に名を連ねた。若狭得治は「永野さんが朝日の美土路昌一と相談しながら、会社を創るには...、金を造るには...、株主はどこに...、等々一切永野さんと美土路さんの手によって全日本が作られたのだから、社賓になられても当然だった。どういう仕組みになっているのか知らないが、永野さんが空港にお着きになると、イの一番に永野さんのゴルフバッグが出てくるようになっている。私なんぞは、今もってそうはならない。函館の別荘へはよくお出掛けになるので、函館空港に碁盤をお備えしたし、羽田の碁盤はよくないとおっしゃるので、とうとう私の部屋の碁盤が羽田へ行ってしまった。全日空は、本当によく永野さんにお世話になった。ハワイのチャーター便の問題もそうだったが、その後の日本貨物航空の問題でも、多くの政治家に働きかけて頂いた。『今度商工会議所を辞めることになりましたが、今迄通り、何でも言ってきて下さい』と言うお電話が最後になってしまった。（永野さんが亡くなり）私にとって父を失ったような悲しさである」などと述べている。

### 富士製鐵（東海製鐵）名古屋製鐵所
1957年（昭和32年）佐々部晩穂名古屋商工会議所会頭と佐伯卯四郎中部経済連合会会長が、中部経済圏の代表として製鉄所の空白地だった名古屋に製鉄所を誘致したいと永野を訪ねてきた。二人は八幡製鉄、川崎製鉄、日本鋼管の各社長を歴訪した後で、1500億円ぐらいの資金がかかるため、各社検討するという返事だったが、永野は名古屋は新規に狙っている地区だったので「よろしい。進出しましょう」と即答した。あまりの即断に二人ともびっくりしていたといわれるが、これが中部地区最初の製鉄所・東海製鐵で後の新日鐵住金名古屋製鐵所である。名古屋製鐵所は、永野の先見と創造の決断による第一号立地として建設された。同製鐵所は、トヨタ自動車を始め、中部地区の経済発展に大きく寄与した。加藤巳一郎中日新聞社社長は「中部地区の産業界にとっても永野さんは大恩人です」と述べている。また、重荷となっていた釜石製鐵所の余剰人員を名古屋に移動させた。

### 松永安左ヱ門
1960年（昭和35年）同郷で親しかった池田勇人総理から依頼され、官僚嫌いで知られた松永安左ヱ門に復活第一号となる生存者受勲の内意を探る使者の役割を担った。池田は可愛がってくれた松永にどうしても勲一等を渡したかった。しかし松永は「そんなものは要らない」と頑として受け付けず。一計を案じた池田は、松永に心酔する永野の説得なら耳を傾けるに違いないと永野に説得を頼んだ。永野は夫婦で小田原の松永の自宅を訪ね「（あなたが叙勲を）受けないと生存者叙勲制度の発足が遅れて、勲章をもらいたい人たちに、迷惑がかかる。あなたは死ねばいやでも勲章を贈られる。ならば生きているうちに貰った方が人助けにもなる」と松永を説得、松永は不本意ながら叙勲を受けることにした。

### 箱根観光ホテル
永野と堀田庄三と田中徳次郎東京海上火災保険社長と三人で、川奈の富士コースでゴルフをしていたら、永野が「よう徳さん、箱根の宮ノ下と仙石原とは天気が違うんだな。いっそ仙石原にホテルを建てたらどうか」と言うので、田中も堀田も賛同したら、一週間後、永野が田中の元に現れ、「堀田くんと徳さんが賛成したから早速仙石原に行って適当な地所を決めていた」と言って、関東、関西、中京の財界の賛同を得て、ゴルフを愛好する各社長に出資させ、2億5000万円を集めて、1960年（昭和35年）「箱根観光ホテル｣（後の｢パレスホテル箱根」）を建設した。

### 富士製鐵大分・日本鋼管福山
1960年（昭和35年）池田総理による「所得倍増計画」で、鉄鋼の倍増計画も進められ、各鉄鋼会社も新製鉄所の建設計画を進めていた。各自治体も官民挙げて製鉄所の誘致を図ったが、広島県は富士製鐵の永野に誘致の要請を行った。富士製鐵は大分（新日鐵住金大分製鐵所）に決めかけていて無理だが、日本鋼管が土地を探しているというアドバイスを送り、これを受け、広島県と福山市が日本鋼管に強力な誘致運動を展開し、双方の条件が合い、1965年（昭和40年）2月、日本鋼管福山製鉄所（後のJFEスチール西日本製鉄所）が発足した。名古屋と違って、大分の場合は有力な財界の立役者が地元におらず、木下郁大分県知事、上田保大分市長と、大分県出身の在京政財界有力者および、エコノミストらによる誘致運動であったが、実質、永野・木下の人間的信頼関係と、意欲の同調的結合によって成し得たものであった。木下は中央政界において、永野の兄・護とは旧知の間柄であった。大分製鐵所は疲弊していた九州東部地区に活力を与えた。また永野は、九州経済連合会の草創期にも顧問として中央とのパイプ作りに尽力した。名古屋、大分とも製鉄業の処女地であった。広畑、室蘭、釜石は永野が育て、名古屋、大分は永野が新しく生み出した製鉄所である。

### 大野伴睦
1962年（昭和37年）、富士製鐵ビルが東京有楽町に完成し、そのお披露目の招待会に大野伴睦が呼ばれなかったと怒り狂った。大野は永野からの政治献金が少な過ぎるとかねがね不満を持っていたため、これを機に爆発した。大野は当時自民党で一派閥を率い自民党副総裁を務め、政局を左右する力を持った実力者だった。氏家齊一郎は岐阜の出身ということになっていて大野と親しく、筆頭秘書の中川一郎は当時政界進出を準備しており、氏家に「オヤジが頭に来てるから、事が大きくならないうちに、永野さんと手打ちにできないか」と頼んできた。それを永野に伝えると「それは気付かなかった。大野さんを故意にオミットするはずないから何かの手違いだろう。さっそく手打ち式にかかろう」ということになり氏家が築地の料亭を手配した。当日、大野は自分の派閥から出ている近藤鶴代と福田一を従えて定刻の夕方6時きっかりに乗り込んで来た。ところが永野から氏家に電話があり「結婚式にちょっと顔を出すので遅れる」と言う。お手打ち式を開いた方が遅れるというのでは、大野が猛り立つ恐れがあったので氏家が適当にごまかして場をつないだが、そのうちだんだん大野の顔つきが険悪になり、いつ「もう帰る！」と怒鳴り出すかと冷や汗をかき、もう限界と思われたころ、永野が悠然を現れ、いきなり「大野副総裁の御都合で1時間延期されて7時になったと伺ったので時間をつぶして来ました。これならもっと早く来ればよかった。いや失礼しました」と頭からかぶせた。大野は永野が来たら何を言ってやろうか考えていたに違いないが、永野の間のいいセリフに機先を制せられた格好で「いやー私こそ早過ぎて」と云ってしまった。当時政界でも喧嘩上手、駆け引き上手といわれ、常々「間が大切だ」といっていたさすがの大野が、永野のセリフのタイミングのよさに、後手を取らざるを得なくなった。氏家は「その時、私は名優の芝居に引き込まれるような気持で観ていた。あの大野さんを、軽くいなしてしまった永野さんの非凡な何ものかが私を酔わせてしまったに違いない。大きな仕事には必ず先行する"根回し"が必要で、永野さんはその面の達人でもあった。今後の人生で、このようなスケールを持った人に再び会うことが出来るだろうか」と述べていた。

### 藤井丙午との関係
日本製鐵時代には官庁色の強かった同社から官僚出身者の排除に共同戦線を張った永野と藤井丙午だが、いっさい口をきかない仲となったのは1965年（昭和40年）のこと。元来何でも自分中心でないと気に食わない永野は、自分より政界や財界に顔が広く、かつ人気もある藤井がだんだん気に入らない存在となっていた。この年、当時国家公安委員だった永野が任期満了となり、後任も財界から選任することになった。佐藤栄作首相は永野に「人選はおまかせします」と下駄を預け、永野は土光敏夫を推した。しかし土光との交渉中に、内閣官房長官の橋本登美三郎を通じ佐藤から「藤井君を後任にしたいので、あの件はなかったことにしていただきたい」という断りが届く。永野は烈火の如く怒り、「おまかせすると言っておいて、何だ!」と佐藤の自宅に怒鳴り込んだ。2階の応接間から言い合う2人の声が響き、秘書達もオロオロしたという。結局後任は藤井となったが、この後佐藤と橋本は一席もうけ土光と永野、藤井も招いて手打式をとりおこなった。だが永野は「よくも俺の顔に泥を塗りやがった」と納得せず、藤井との不仲は決定的となったとされる。しかし永野と藤井の両方と懇意にしていた雑誌『経済界』の主幹・佐藤正忠が何とか二人を和解させたいと仲裁に入り1973年（昭和48年）9月和解した。するとその日の午後に田中角栄首相から永野に「藤井さんに岐阜から参院選に出てもらいたいので、了解してほしい」と電話があり、これを承諾して新日鉄が藤井を全面的に応援する態勢を執り1974年（昭和49年）の参議院選挙で藤井は圧勝して当選した。永野は藤井が亡くなった後も藤井家の面倒をみた。

### 山陽特殊製鋼の倒産
1965年（昭和40年）系列会社でもあった山陽特殊製鋼が銑鉄から製鋼までの一貫生産体制の確立を目指し、新規高炉建設を計画。膨大な設備資金500億円は通産省の斡旋で日本興業銀行や神戸銀行から一応、融資の内諾を得るところまで話が進んだが、興銀の中山素平頭取が「富士製鉄が融資の保証をしてくれれば金を出す」と厳しい条件をつけた。500億円という大金は富士鉄とはいえ簡単に保障できる額ではなかった。すると荻野一山陽特殊製鋼社長が何度も永野を訪ねて支援を求めた。しかしよく調べてみると飾磨港は水深が浅く鉄鉱石の大型専用船が横付けできず、かといって小型船では輸送費が高くつくし、富士鉄の工場から原料供給を受ければ、こと足りる話でないかと何べん言っても荻野は聞かず。これは借りた金を運転資金に回して、経営危機を乗り切る算段に違いないと確信した。剛腹で鳴らした荻野が、ぼろぼろ涙をこぼしながら畳に頭をこすりつけ「永野さん、あなたが引き受けたと興銀に一言いっていただければ、万事うまくゆきます。この通りです」と頼んできたが、私的な感情に流されてはいけないと断り、結局山陽特殊製鋼は潰れた。永野の非情な態度は荻野の恨みを買ったが、もし情にほだされて保証をしていたら、富士鉄自体が取り返しのつかない打撃を受けていたといわれる。この後永野が手塩にかけて育てた大内俊司を再建社長として送り込み、その後山陽特殊製鋼は巨額な負債を完済し1980年（昭和55年）再上場した。

### 大阪万博関連
1965年（昭和40年）に日本万国博覧会の大阪開催（1970年）が正式決定し、主催者が政府に代わる日本万国博覧会協会に決まったがその会長人事が難航した。会長候補の最有力は関西財界で国際的にも顔が売れていた堀田庄三（住友銀行頭取）で、万博担当大臣の三木武夫通産大臣も秘かに交渉を進めたが、堀田が会長を受ける条件として東京財界から副会長を出して欲しいと、経済同友会を通じて親しかった永野に「引き受けてくれないか」と頼んできた。永野は多忙でまた万博が成功するか懐疑的で、丁寧に断ると堀田も会長就任を断った。関西財界から誰もなり手がないことが分かると三木は矛先を東京財界に向け、永野を第一候補に口説きにかかったが、やはり丁寧に断り、永野が推薦した石坂泰三経団連会長が万国博覧会協会会長に就任した。石坂を推薦した関係で永野も堀田、芦原義重（関西電力社長）、井上五郎（中部電力社長）とともに副会長に就任した。鈴木俊一は、川島正次郎と福田赳夫に日本万国博覧会事務総長就任を頼まれ、永野のアドバイスを受け引き受けた。

### 日中国交正常化
木村一三日中経済貿易センター専務理事が1971年（昭和46年）春、北京で周恩来総理と会談。日本財界最高首脳の訪中を提案し、原則的な了承を得た。木村はすぐに準備に取り掛かり、動き易い関西財界訪中団を先行させ、続いて東京財界訪中団を中国に送り込む作戦を立てた。東京財界訪中団のメンバーの中心は永野日商会頭と木川田一隆経済同友会代表幹事だった。永野は当時佐藤栄作を支える財界実力ナンバーワンであったが、親華派の日華協力委員会の重要なメンバーで、新日鐵の鉄鋼取り引きを通じて、台湾とも深い関係を持っており、訪中団に加わるには問題があった。しかし先見性と洞察力に富む永野は、潜在市場としての中国の将来性にいち早く着目、折あらば対中姿勢を転換し、日中正常化にひと役果たそうという意欲に燃えていた。そして1971年7月15日の劇的な「ニクソン訪中宣言」発表の5日前にあった日華協力委員会への出席を見合わせることを決意、東京財界訪中団参加の地ならしを行った。事情を知らない当時のマスメディアは、永野のこの対中姿勢の転換を、ニクソン訪中の動きと連動したと勝手に推測し、永野の変わり身を揶揄する記事を書いた。しかし永野は数ヶ月前から対中姿勢の腹を固め、そのための準備を着々と進めていたのである。東京財界訪中団は、1971年11月12日に日本を出発、北京の人民大会堂で周恩来総理と会談を行った。そのとき、一行の中に永野の姿を見つけた周総理は、つかつかと歩み寄り永野と固い握手を交わし、訪中の決断を讃えるとともに、その労をねぎらった。木村が永野の著書『和魂商魂』を周総理に読むように事前に渡していて、それを読んだ周総理が永野の人柄がすっかり気に入り、旧知の間柄のように親しみを感じていたといわれる。このとき周総理は永野に「これで日中関係、完全に修復しました。我々は今後いかなる日本人も歓迎する」と言ったといわれる。1972年（昭和44年）2月の日中国交正常化は、永野を始めとする日本財界主流による訪中の成果の上に成ったもので、永野が果たした功績は日中関係史に、特筆大書されてしかるべきといわれる。この周総理の「我々は今後いかなる日本人も歓迎する」との言葉に、財界の一人がおもねったつもりで、「あの青嵐会のやつらもですか」と言ったら、周総理が大笑して、「いや、当然ですよ、私は昔、日本に長くいたから、昔の日本人を知っているけれども、大分日本人も変わりましたが、青嵐会は昔の日本人たちですな」と言ったと石原慎太郎は話しており、石原はその数十年後の2008年北京オリンピックの開会式まで訪中しなかった。東京財界団の訪中は、木村一三日中経済貿易センターの折衝とは関係なく、経済同友会が単独で早い時期から準備し実現させたとする文献もある。この場合の主人公は木川田一隆に代わる。

### 交通遺児育英会
1969年（昭和44年）5月、財団法人交通遺児育英会の創設で会長に就任、財界四団体の代表に呼びかけ、先頭に立って、当時としては巨額の10億円の資金を調達した。1976年、日本ブラジル青少年交流協会設立。

### 武器輸出論
1970年（昭和45年）3月の日商の総会で「武器輸出論」の議論をすると「永野は死の商人だ」と世論の袋叩きに遭う。永野発言の1ヵ月前に日向方齊関西経済連合会会長が関西財界セミナーで徴兵制の復活を提唱したため、財界から矢継ぎ早におこった発言に、財界はけしからんと釘をさされた。永野の真意は、中東石油の長期安定供給を考え、石油輸入の80%強を中東に依存している日本は、中東諸国が欲しがる武器の輸出ができないため、武器輸出を積極的に進める欧米諸国に比べて極めて弱く、中東諸国が石油価格を値上げしたとき、武器輸出国はその対抗措置として武器の価格を引き上げることができるが、日本にはそうした調整機能がないため中東諸国の言いなりになってしまうというものだった。しかし土光敏夫経団連会長や海原治などから批判を浴びた。

### 東洋工業（マツダ）の再建
1973年（昭和48年）のオイルショックで、東洋工業（後のマツダ）が経営不振に陥り、再建が焦眉の急となった。東洋工業の創業者・松田重次郎は戦前、呉海軍工廠の工員として永野の弟・伍堂輝雄の岳父で工廠長だった伍堂卓雄の下で働いていたことがあり、この関係から重次郎の息子・松田恒次の墓碑銘は永野が書いた。東洋工業は永野の郷里広島最大の企業でもあり、住友銀行の堀田庄三会長や伊部恭之助頭取、磯田一郎副頭取や、懇意にしていた広島選挙区の宮澤喜一外務大臣が立て続けに要請に来るので、永野は東洋工業の相談役兼最高顧問を引き受けた。広島には地元有力企業12社のトップで構成する「双葉会」という親睦会があり「住友銀行があまり腕力を振るわないように中に入ってもらいたい」という仲介者としての要請であった。「双葉会」としては面と向かっては住友に立ち向かえないので、取引関係で住友に顔の効く永野を担ぎ穏便に解決しようという計算をしていた。住友側としても永野は切り札だった。住友銀行は村井勉常務を東洋工業に送り込んで再建にあたり、同社の松田耕平社長に詰め腹を切らせて会長に追いやり、創業者一族ではない山崎芳樹専務が社長に昇格した。

### 永野裁定
1974年（昭和49年）田中角栄内閣総理大臣の退陣表明を受け、田中の後継総裁選出を巡り、有力候補だった大平正芳と福田赳夫が永野の根回しにより、新聞記者を巻くため岩佐陽一郎（国土緑化社長）邸で会談を行った。永野は大平と福田の連携一本化を模索し、「年の順で福田、大平の順番でやればいい、握手しなさい」と二人を諭した。大平はぶすっとして面白くなさそうだったが、最後は永野の趣旨は分かったと二人は握手して帰った、永野自身は調停成ったと著書には書いている。ところが福田は「大平が総裁公選での決着を主張して説得できず、結局椎名裁定により、その間隙を縫うように三木武夫に自民党総裁の座が転がり込んだ。永野さんが大平氏を説得し、『福田の方が先だ』と決めておけば、椎名裁定ー三木内閣誕生はなかったと思う」と述べている。永野裁定は椎名裁定の二日前で手遅れだった。

### 福田内閣実現への第一歩
永野はあきらめず。"三木おろし"で水面下の工作を行う。三木内閣ができて半年後の1975年春、東京渋谷の南平台にある小林中邸で開かれた園遊会で、小林、永野、椎名副総裁と金丸信国土庁長官が顔を揃え、小林が金丸に「どうだい、三木内閣は」と水を向けると金丸が椎名に「椎名先生、総理の選び方を間違えました」とぶつけるように言った。金丸は三木を首相の任にあらずと言い切った。これに対して椎名が「まったく間違えた。佐藤さんに騙された」と吐き出すように話した。永野は「ウーン、なるほどね」と腕を組み考え込んだ。その後半年ほどして、永野、金丸と永野家の番頭で、田中派の佐藤守良が赤坂の料亭「重箱」で会合し、永野は、経済界での三木首相に対する根強い不信感を説明しつつ、「やはり、保守本流内閣を作らねば。そのためには田中さんと福田さんを仲良くさせなければならない。どうしたらいいだろう」と切り出した。金丸は「福田さんは永野さんに口説いてもらうとして、角さんを口説くには西村のじいさん（西村英一）しかいない。まず、じいさんから口説かなくては」と提案した。これを受けて永野が推進役となり、三木内閣を早く倒して福田内閣を実現させる狙いで1975年12月26日夜、同じ「重箱」で、永野、金丸と福田赳夫、西村英一の四者会談が開かれた。永野が「角福を仲良くさせたい。西村さんに人肌脱いでいただきたい」と要請すると、西村は「それはなかなか大変だ。容易なことではない」などと難色を示した。そこで金丸が「角さんはともかく、福田内閣を作るには保利さん（保利茂）の理解を得なくては」と提案し、すかさず永野が「保利さんを口説き落とすのは金丸さん、あなたお願いします」と指示した。この後、金丸が当時東京ヒルトンホテル6階にあった保利事務所を一週間ぶっ続けで通って保利を口説き落とした。保利ははじめ「福田さんはだめだ。あんな男を首相に推す気になれない」と冷たかったが「福田さんのほかに無いじゃないですか」という説得に折れて金丸に白紙委任状を出した。これを受け、福田が五本木にあった保利邸を訪問し頭を下げ、福田内閣実現への第一歩となった。金丸は「永野さんの調整努力が、その後の挙党協による三木退陣の基礎になった」と話した。また「永野さんは政治家の面倒をよく見た人だった。私も三木内閣の閣僚のときから、永野さんの肝いりで、財界関係者60人による兆寿会を作ってもらった」と感謝の気持ちを現した。

### 最後の財界人
永野は三木首相の独禁法改正強化や政治資金規正法改革を批判し「財界と政治が他人の関係になってしまった。効果的な献金は党本部への金ではなく、派閥や個人への金だ。三木さんの改革で、それができなくなった。財界と政界の関係を、大人の関係に復元する必要がある」と述べた。また当時、土光敏夫経団連会長が田中金脈問題への反省から、自民党への政治献金は取り次がないと決め、政界首脳との懇談会を中止させると永野は工業倶楽部での財界人のパーティの席上、「土光はいるか。土光は大バカ野郎だ」と大声でわめき"土光バカ野郎事件"と呼ばれる騒動になった。「政治には金がかかる。お金で財界と政治が結びつく」というのは永野の動物的カンに基づく常識で、土光や経団連の"きれいごと"は我慢できなかった。永野は池田内閣の"財界四天王"として知られるが、1964年に佐藤内閣が成立すると、それまでの反佐藤の姿勢をくるっと変えて佐藤首相を囲む「月曜会」などの世話人として、堀田庄三、木川田一隆、岩佐凱実とともに佐藤内閣でも"財界四天王"といわれた。これには桜田武も呆れて「財界人が政権に顔を向けるひまわりということは認める。しかし、あれほど変わり身が早いのはいかがなものか」と批判した。1972年の角福戦争では、永野は福田の勝利を確信していたが、田中内閣が成立するや慌てて、水上達三、土光敏夫らと田中首相を囲む「維新会」を作った。その後の大平首相を囲む「春芳会」、鈴木首相の「清鈴会」、中曽根首相の「清康会」と、いずれも永野が抜群のコーディネーターとなって、参加する経済人の人選などを行った。こういう永野に対して「俗物の財界ボス」とか「節操のないオポチュニスト」「見苦しいような変わり身を、てんとして恥じなくやれた。その後の経済人は皆、永野風になってしまった。悪くしたのは永野」という批判も出た。最後まで政治との関りを捨てず、国会議員がモノを頼みに行くと、万事、無条件で引き受け、断ることはなかったといわれる。「政治性があり、経済界の意思を代表して政治家と接する財界人として、永野のような人はもう出ない。"財界人"は永野で終わり、残された人は"経済人"」とも評された。

### 毎日新聞社の救済
1977年（昭和52年）毎日新聞社が経営危機に陥り、難局を乗り切るため、平岡敏男同社社長は「新旧分離方式」の再建方式をとり、新社をつくって各界から出資を求めたが、新社の設立発起人として永野に要請を行い、永野が大阪の芦原義重に電話を掛け、東京と大阪で同一行動をとることにした。さらに永野は毎日新聞社の主力銀行である三和、三菱両行から、両行の推す財界人を設立発起人に出すことを強く要求。永野は藤野忠次郎三菱商事会長を通じて、大槻文平を引き出そうとしたが、中村俊男三菱銀行頭取が終始反対したため、東京は瀬川美能留、大阪は上枝一雄三和銀行頭取を加え、永野が両行と合意し、この危機を乗り切った。当時、政界、財界の一部から「なぜ毎日新聞などを応援するのだ」という毎日排撃の声が永野や主力銀行に伝えられたが、永野は「百余年の歴史があり、450万部の発行部数を持つ毎日新聞は、何としても存続させなくてはならない」とつっぱねた。平岡敏男は「毎日新聞再建に示された永野さんの恩義は、今でもひしひしと胸に迫るものがある」と述べていた。

### 佐世保重工の再建
運輸大臣の諮問機関である海運造船合理化審議会の委員長を植村甲午郎経団連会長から引き継ぎ、福永健司運輸相から「力を貸してもらいたい」という要請があり、1978年（昭和53年）沈没寸前の佐世保重工業の救済にあたり、坪内寿夫を社長に起用して再建させた。なぜ永野が佐世保重工の救済にあたるのか不思議がられたが、佐世保重工が潰れると多数の下請け企業が連鎖倒産に追い込まれることが必至だったことと、長崎出身の親友・今里廣記、中山素平、松園尚巳と、松根宗一大同特殊鋼相談役に頼まれたからである。坪内は当時関東では無名の人物だったが、造船不況の時代に面白い発想で来島ドックの経営を続ける坪内の手腕を永野が惚れ込み、「坪内でしか佐世保重工は救えない」と、永野の六高時代の友人・住田正一（住田正二の父）を通じて抜擢したものである。周囲からは「大けがするぞ」などと忠告もあり、真藤恒日本造船工業会会長や、井深大にも強く批判され、一時孤立無援に陥いり、銀行団や大株主に会社更生法の申請を迫られる寸前までいったが、福田赳夫首相を巻き込む救済工作が功を奏して風向きが変わった。佐世保市は永野に名誉市民の称号を贈っている。また佐世保重工再建に関連して原子力船むつの改修の受け入れ問題が起き政治問題化した。

### 造船業界の救済
第1次オイルショックのあと石油の需要が激減し、世界的にタンカーを建造する船主がぱったり途絶えた。造船の設備が余ってしまい、遊ばせておくよりましだと造船各社は1977年（昭和52年）秋になると値引き競争を始めた。土光敏夫社長の石川島播磨重工業さえ赤字をかこい、大手造船の一つや二つは潰れてしまうのではといわれた。栄光に輝く日本の造船業界が壊滅してしまうと危惧した運輸省が、佐世保重工の救済を手掛けていた「海運造船合理化審議会」の永野に不況対策の諮問をしてきた。永野は日本の造船業界を立て直すには、余った設備を国が買い上げて、需要を調整するより手はないと提案し、これを受け中村大造運輸事務次官と謝敷宗登船舶局長が知恵を絞り「特定船舶製造業安定事業協会」という買い上げ機関が1978年（昭和53年）12月に、政府が10億円、民間が10億5000万円を出資し設立された。1979年（昭和54年）4月から、函館どつくが買い上げ適用第一号となり、一年間で全国9ヶ所の造船所の設備や土地を368億円で買い取った。

### 日本経済石垣論
東京丸の内の東京商工会議所二階の会頭室からは、皇居の濠の石垣が目の前に見える。永野はそれを眺めながら、「この石垣がつくられたのは徳川家康が征夷大将軍に任ぜられてまもなくというから、17世紀初頭と聞く。それから三百数十年も経た今でも、この石垣はびくともしない風情を見せている。日本商工会議所は、北は稚内から南は沖縄まで、全国各地の大・中・小の企業規模を越え、業種を越えた約百万の会員を擁している。それは大きい石、小さい石、形の変わったいろいろな石が、たくみに絡み合い組み合って隙間を埋め、堅固なものとなっている皇居の石垣のように、大小各種の企業が相互に補充し合い、日本産業の発展のために共同作業する組織体である」と考えた。日本商工会議所発行の情報誌『石垣』は、永野のこの考えにちなみ命名されている。

### その他
1949年（昭和24年）の広島カープ創設に最も尽力したのは谷川昇であるが、谷川が事情により身を引いたため（谷川昇を参照）正式発足となる株式会社の登記完了時の代表（会長）は永野となった。
1956年（昭和31年）東京で行われた第23回世界卓球選手権の開催に足立正日本卓球協会会長とともに日本卓球協会後援会長として尽力。この大会の成功は日本に卓球ブームを巻き起こしたといわれる。またピンポン外交に尽力した愛知工業大学学長で日本卓球協会の会長だった後藤鉀二が1972年（昭和47年）1月にポックリ亡くなった際には、永野が日本卓球協会会長を引き受けた。1974年（昭和49年）4月に横浜市で開かれた第2回アジア卓球選手権では運営資金の調達に尽力。この大会で親しかった韓国の李厚洛が「わが国も是非、大会に参加したい」と支援を頼んできた。しかし出場国は1972年5月に設立されたアジア卓球連合（ATTU）のメンバー18ヵ国に限定されていて韓国は未加盟のため出場不可能だった。韓国は北朝鮮と敵対関係にあり、当時は中国とも国交がなかった。そこで永野がATTUの設立に関与した城戸尚夫伊藤忠商事副社長に頼んで、中国が韓国のATTU加盟を認めるか、内々に打診してもらった。城戸の北京工作が実り、中国のスポーツ大臣がOKを出してくれて、永野が李厚洛に「うまくいきそうだ」と連絡をしたのだが、ATTUの新規加盟は参加する全ての国が賛成しないと認められず、肝心の北朝鮮が反対し頓挫した。李厚洛には囲碁の曺薫鉉のことで以前から世話になっており、卓球で恩返しできると思ってたらとんだ勇み足になった。この責任を取りATTU会長は辞退し当時の横浜市長・飛鳥田一雄に交代してもらった。日本卓球協会会長は1978年（昭和53年）4月まで務め、この功績により1981年（昭和56年）に卓球10段の名誉段位を授与されている。この他、荻村伊智朗らに卓球を通じての中東諸国との交流を勧めた。
新日鉄柔道部を国内最強チームに強化成長させ、幾多名選手を輩出。1958年（昭和33年）新講道館の建設のあたり、講道館新築後援会副会長として、正力松太郎後援会会長とともに尽力。1983年（昭和58年）正力松太郎杯国際学生柔道大会顧問。1960年（昭和35年）青木直行らと全日本実業柔道連盟（実柔連）を組織し会長を務めた。講道館・全日本柔道連盟（全柔連）対全日本学生柔道連盟（学柔連）の日本柔道内紛では、1983年に永野は全柔連を脱退した学柔連に共鳴し、副会長の青木が受け流したため実現しなかったが、青木に実柔連も全柔連から脱退するよう命じた、と首都圏で町道場を営み日本柔道界の内情に詳しい小野哲也は語っている。この他、1957年から1963年まで日本軟式庭球連盟会長を務めた。
1961年（昭和36年）升田幸三に頼まれ、東京・千駄ヶ谷の将棋会館建設を支援した。その後、お返しにと「今里廣記と一緒に五段の免状をくれ」と永野から頼まれ、「他流試合は一切禁止」を条件に五段をあげたが、今里が約束を守らず、三段の人と指して惨敗したため、その人が六段を要求して、道理には合っているので仕方なく六段を上げたら、今里が「私にも六段をくれ」と言い出し、永野が「それじゃ俺には七段をくれ」と言われてお世話になっていた借りもあり永野に七段を渡す羽目になった。升田の親友・八谷泰造が亡くなった時は、大株主の永野が手際よく後継社長を決め、八谷の妻子の面倒も見た。
永野といえば、同郷の池田勇人に近いイメージがあるが、池田の反目に当たる鳩山一郎と碁を通じて非常に仲がよく、兄・護らと鳩山とよく碁を打っていた。一万田尚登は1954年（昭和29年）の第1次鳩山一郎内閣で民間人閣僚として大蔵大臣に就任するが、鳩山とはこの碁打ち会に時々顔を出していたという程度の付き合いであったため、自身の大蔵大臣抜擢は永野兄弟の推薦ではないかと述べている。
1976年（昭和51年）読売新聞社主催で創設された「棋聖戦」審議会会長。1982年（昭和57年）日本棋院総裁・田実渉が亡くなり、坂田栄男日本棋院理事長がすぐに日本棋院顧問の永野を訪ねて「後任総裁はどなたにお願いしたら良いでしょうか」と切り出すと、即座に「うん、稲山くんが良いだろう。僕から頼んであげよう」とすぐに稲山に電話して決めたという。1979年、日本棋院から大倉賞を受賞。
1977年から（昭和52年）初代日本マレーシア経済協議会会長。1994年（平成6年）開催された広島アジア競技大会招致に協力（開催は永野の没後）。
森繁久彌と東京12チャンネルの対談番組で仲良くなり、永野「君、一度わたしと郷里へ来てくれんか。瀬戸内海の小さな島だ。君が来れば、わしが帰るより島の連中がうんと喜ぶワ」、森繁「ハイ、ぜひ」という話になった。森繁は当時、三浦半島にヨットハーバーを作ることに熱をあげていたが、数億円もかかる防波堤工事をやるまでの金はない。永野の弟・永野俊雄がスエズ運河の改修工事で有名だった五洋建設の社長だったので、永野に頼んでみたら「ああ、いいよ、弟に言っておこう」と快諾し、五洋建設の施工で佐島マリーナが完成した。
武田豊は東大を卒業して戦前の1939年（昭和14年）日本製鐵（日鉄）に入社するが、そのときの試験官が青年課長時代の永野だった。スクラップ課の課長、課員の関係となり、毎日のように一緒に酒を飲んだ。永野は武田を鍛え、武田も永野に尽くし、実の親子以上に深いつながりがあった。永野が亡くなった際の日本武道館での葬儀には、武田が葬儀委員長を務めている。